# 동성산성 (천안시)
동성산성은 대한민국 충청남도 천안시 동남구 동면에 있다. 1995년 5월 10일 천안시의 향토문화유산 제32호로 지정되었다.

## 개요
테뫼식 산성 둘레 500m이다.